# Green Hill Zone
Green Hill Zone is het eerste level uit het computerspel Sonic the Hedgehog voor de Sega Mega Drive uit 1991. De fictieve wereld is ontworpen door Hirokazu Yasuhara.

## Beschrijving
De Green Hill Zone is een level dat bestaat uit grasvelden, palmbomen, loopings en afgronden. Er wonen verschillende dieren zoals eenden, konijnen en vogels. Green Hill bestaat uit drie delen, na het verslaan van eindbaas Doctor Robotnik in het derde level gaat het spel door naar de Marble Zone.
Green Hill Zone wordt gezien als een klassieker binnen de Sonic-franchise, en in computerspellen in het algemeen als een herkenbaar en karakteristiek level in de Sonic-serie. Het level en de muziek wordt alom geprezen in recensies, maar doordat het een cliché werd raakten fans vermoeid. Het level verscheen tevens in opvolgers als Sonic Adventure 2 (verborgen level), Sonic Generations, Sonic Mania en Sonic Forces. In totaal verscheen het level in 16 Sonic-spellen.
De Green Hill Zone verscheen ook in andere spellen als Sega Superstars Tennis, Sonic Battle, Mario & Sonic op de Olympische Winterspelen: Sotsji 2014, Sonic Dash, Lego Dimensions, Super Smash Bros. Brawl, Super Smash Bros. voor 3DS en Wii U, Super Smash Bros. Ultimate en Dengeki Bunko: Fighting Climax.